# Spathelia leonis
Spathelia leonis är en vinruteväxtart som beskrevs av Marie-vict.. Spathelia leonis ingår i släktet Spathelia och familjen vinruteväxter. Inga underarter finns listade i Catalogue of Life.